# Willie Best
William Best, detto Willie (Sunflower, 27 maggio 1913 – Woodland Hills, 27 febbraio 1962), è stato un attore statunitense, talvolta noto anche come Sleep 'n' Eat.

## Filmografia parziale

### Cinema
- Femmine di lusso (Ladies of Leisure), regia di Frank Capra (1930) - non accreditato
- Piano coi piedi (Feet First), regia di Clyde Bruckman (1930)
- Nei boschi del Kentucky (Kentucky Kernels), regia di George Stevens (1934)
- West of the Pecos, regia di Phil Rosen (1934)
- Arizona (The Arizonian), regia di Charles Vidor (1935)
- La dominatrice (Annie Oakley), regia di George Stevens (1935) - non accreditato
- La piccola ribelle (The Littlest Rebel), regia di David Butler (1935)
- Una moglie ideale (The Lady Consents), regia di Stephen Roberts (1936) - non accreditato
- Murder on a Bridle Path, regia di William Hamilton e Edward Killy (1936)
- Down the Stretch, regia di William Clemens (1936)
- General Spanky, regia di Fred Newmeyer e Gordon Douglas (1936)
- Meet the Missus, regia di Joseph Santley (1937)
- Lettera anonima (Super-Sleuth), regia di Ben Stoloff (1937)
- Occidente in fiamme (Gold Is Where You Find It), regia di Michael Curtiz (1938)
- Gioia di vivere (Merrily We Live), regia di Norman Z. McLeod (1938)
- L'albergo delle sorprese (Goodbye Broadway), regia di Ray McCarey (1938)
- Una donna vivace (Vivacious Lady), regia di George Stevens (1938)
- Quando donna vuole (Youth Takes a Fling), regia di Archie Mayo (1938)
- Blondie, regia di Frank R. Strayer (1938)
- L'ultimo ricatto (Blackmail), regia di Henry C. Potter (1939) - non accreditato
- Tre pazzi a zonzo (At the Circus), regia di Edward Buzzell (1939) - non accreditato
- La donna e lo spettro (The Ghost Breakers), regia di George Marshall (1940)
- Una pallottola per Roy (High Sierra), regia di Raoul Walsh (1941)
- La ribelle del West (The Lady from Cheyenne), regia di Frank Lloyd (1941)
- Sim salà bim (A-Haunting We Will Go), regia di Alfred L. Werker (1942)
- Due cuori in cielo (Cabin in the Sky), regia di Vincente Minnelli (1943)
- La città rubata (The Kansan), regia di George Archainbaud (1943)
- Sotto le stelle di Hollywood (Thank Your Lucky Stars), regia di David Butler (1943) - non accreditato
- Il pilota del Mississippi (The Adventures of Mark Twain), regia di Irving Rapper (1944) - non accreditato
- Due donne e un purosangue (Home in Indiana), regia di Henry Hathaway (1944) - non accreditato
- The Girl Who Dared, regia di Howard Bretherton (1944)
- Marisa (Music for Millions), regia di Henry Koster (1944) - non accreditato
- Mi piace quella bionda (Hold That Blonde), regia di George Marshall (1945)
- Non c'è due... senza tre (The Bride Wore Boots), regia di Irving Pichel (1946)
- Mia moglie capitano (Suddenly, It's Spring), regia di Mitchell Leisen (1947)
- South of Caliente, regia di William Witney (1951)

### Televisione
- Mark Saber (1951)
- Squadra mobile (1951-1952)
- Meet the O'Briens (1954) - film TV
- Mio padre, il signor preside (1950-1955)
- La mia piccola Margie (1952-1955)
- Waterfront (1954-1955)